# Уэбб, Гэри
Гэ́ри Уэ́бб (англ. Gary Webb, 31 августа 1955, Корона, Калифорния — 10 декабря 2004, Сакраменто, Калифорния) — американский журналист, специализировавшийся на журналистских расследованиях. Лауреат Пулитцеровской премии.
Был известен прежде всего серией статей «Тёмный альянс», написанных в 1996 году для San Jose Mercury News и позже опубликованных в виде книги «Тёмный альянс: ЦРУ, контрас и крэковая эпидемия». Работа была посвящена причастности ЦРУ к торговле крэк-кокаином в США, осуществлявшейся в сотрудничестве с движением контрас в Никарагуа. В серии из трёх частей Уэбб расследует деятельность движения, которое при поддержке ЦРУ осуществляет контрабанду кокаина в США.
Погиб 10 декабря 2004 года при загадочных обстоятельствах от двух пулевых ранений в голову. Официальное расследование признало это самоубийством.
В 2014 году на основе биографической книги Ника Шу «Убить гонца: как крэк-кокаиновое разногласие ЦРУ уничтожило журналиста Гэри Уэбба» режиссёр Майкл Куэста снял художественный фильм о жизни журналиста «Убить гонца», где роль Уэбба исполнил Джереми Реннер.

## Биография
Родился 31 августа 1955 года в городе Корона штата Калифорния в семье сержанта морской пехоты США . После выход отца в отставку семья переехала в пригород Индианаполиса, где Уэббс и его брат пошли учиться в старшую школу. После выпуска из школы Уэбб выиграл стипендию и поступил Индианаполисском общинном колледже, пока его семья не переехала в Цинциннати, где он стал учиться в Университете Северного Кентукки.
Первоначально Уэбб работал в студенческой газете колледжа в Индианаполисе. После начала обучения в университете он писал для школьной газеты The Northerner. Несмотря на то, что Уэбб проучился в университете четыре года, он не смог его закончить. Наконец в 1978 году он устроился репортёром в местную газету Kentucky Post, связанную с более крупной газетой The Cincinnati Post. Год спустя он женился на Сьюзанн Белл, в браке с которой родилось трое детей.
Первая известная на поприще журналистских расследований пришла к Уэббу в 1980 году, когда Kentucky Post опубликовала серию «Угольная связь», состоящую из семнадцати статей, написанных в соавторстве с Томасом Шеффи, в которых рассказывалось про убийство президента угольной компании к которому была причастная организованная преступность. Проведённое расследование было отмечено премией общественной организации «Издатели и репортёры расследовательской журналистики» в номинации репортажей для малых газет
В 1983 году перешёл на работу в Cleveland Plain Dealer, где продолжил заниматься журналистскими расследованиями. В 1985 году выпустил серию статей «Врачебная правда» о негласных проблемах в Медицинской комиссии штата, что повлекло за собой парламентское расследование в Палате представителей Огайо и внесению поправок в закон о медицинской практике. За это Уэбб был удостоен ряда региональных премий в области журналистики
В 1988 году Уэбб поступил в штат газеты San Jose Mercury News в Сакраменто, искавшей сотрудника для проведения журналистских расследований, где написал большинство своих самых известных работ. В 1989 году Уэбб вместе со своим коллегой Питером Кэри освещал землетрясение Лома-Приета пытаясь выяснить его причины у виадука Киприсс-стрит. Итогом этих репортажей стало вручение в 1990 году Пулитцеровской премии в номинации за освещение главных новостей.

## Серия статей «Тёмный альянс»
В июле 1995 года Уэбб приступил к новому журналистскому расследованию, которое получило известность как «Тёмный альянс» Серия статей состояла из трёх частей, напечатанных в газете The Mercury News в период с 18 по 20 августа 1996 года в виде ежедневных одной пространной или одной-двух кратких статей. Также они публиковались на официальном сайте газете, вместе с документами, цитируемыми в сериях статей и аудиозаписями людей чьи слова приводились На сайте был размещён силуэт человека, курящего трубку с крэком на фоне эмблемы ЦРУ. Позднее это вызвало скандал и редакция газеты приняла решение заменить его.

### Поставленные задачи
В лиде первой статьи Уэббом было указано следующее: На протяжении большей части десятилетия в наркотическом кольце области залива Сан-Франциско были проданы тонны кокаина лосанджелесским уличным бандам Crips и Bloods и направлены миллионы долларов прибыли от наркотиков на латиноамериканскую партизанскую армию, возглавляемую Центральным разведывательным агентством США". Это наркотическое кольцо «открыло первый трубопровод между колумбийскими кокаиновыми картелями и чёрными кварталами Лос-Анджелеса» и, как следствие, «кокаин, который хлынул, способствовал росту крэка в городской Америке».
В качестве предмета журналистского расследования были взяты три человека: „Фриуэй“ Рикки Росс, Оскар Данило Бландон и Норвин Менесис. Росс был крупным накроторговецем в Лос-Анджелесе. Бландон и Менесис были никарагуанцами занимавшиеся ввозом и поставкой наркотиков в США таким как Росс.
В первой статье речь шла прежде всего о Бландоне и Менесисе и их взаимоотношениях с контрас и ЦРУ. По большей части в ней подчёркивалась мысль, что правоохранительные органы не способны успешно преследовать их в судебном порядке и высказано предположение, что во многом это обусловлено связями между никарагуанскими повстанцами и американской разведкой.
Вторая статья посвящена прошлой жизни Бландона и тому как он начинал свои контрабандные поставки кокаина, чтобы таким образом оказывать финансовую помощь контрас. Менесис, являвшийся известным контрабандистом и сторонником контрас, научил Бландона как следует заниматься этим. Когда Росс обнаружил в Лос-Анджелесе хороший рынок сбыта крэк-кокаина, то начала закупать товар у Бландона. Благодаря тому, что Бландон и Менесис поставляли кокаин высокой степени очистки и по умеренной цене, «Росс смог полностью контролировать рынок Лос-Анджелеса и двигаться дальше. В предместьях города местные наркоперекупщики либо брали у Росса, либо оставались ни с чем».
В третьей статье обсуждались социальные последствия торговли крэк-кокаином и отмечалось что она оказывает неодинаковое влияние на афроамериканцев. Спросив, почему крэк стала настолько распространенной в черном сообществе Лос-Анджелеса, статья приписывала Бландону, ссылаясь на него как на «Джонни Апплезид из трещины в Калифорнии». Ставя вопрос о том почему крэк-кокаин настолько распространён среди чёрнокожего населения Лос-Анджелеса Уэбб относил всё это на счёт Бландона именуя его «Джонни Эпплсид крэка в Калифорнии». Кроме того он обнаружил расхождения в системе правосудия в обращении простыми наркоторговцами и Бландоном и Россом после их ареста за незаконный оборот наркотических веществ. Поскольку Бландон согласился на сотрудничество с Управлением по борьбе с наркотиками, то провёл в тюремном заключении 28 месяцев, стал платным правительственным информатором и получил статус постоянного резидента. В свою очередь Росс был достаточно быстро выпущен на свободу после согласия сотрудничать в расследовании коррупции в полиции, однако спустя несколько месяцев его снова арестовали в ходе оперативного эксперимента устроенного при участии Бландона. В статье высказывалось мнение, что это была месть за дачу показаний Россом в деле о коррупции.

### Сторонние оценки
После публикации «Тёмного альянса» газета «The Mercury News» продолжила расследование, опубликовав продолжения оригинальной серии в течение следующих трёх месяцев. Другие издания не спешили подхватывать эту историю, но афроамериканцы быстро обратили на неё внимание, особенно жившие в южном Лос-Анджелесе, где активно действовали наркоторговцы, упомянутые в серии. Они были возмущены обвинениями, выдвинутыми Уэббом.
Сенаторы от Калифорнии Барбара Боксер и Дайэнн Файнстайн также обратили на неё внимание и написали директору ЦРУ Джону Дейчу и генеральному прокурору Джэнет Рино с просьбой провести расследование обвинений, содержащихся в статьях. Максин Уотерс, представительница 35-го избирательного округа Калифорнии, куда входит южный Лос-Анджелес, также была возмущена статьями и стала одной из самых ярых сторонниц Уэбба. Уотерс призвала ЦРУ, Министерство юстиции США и Постоянный комитет Палаты представителей по разведке провести расследование.
К концу сентября было объявлено о проведении трёх федеральных расследований: расследование обвинений ЦРУ, проведённое генеральным инспектором ЦРУ Фредериком Хитцем, расследование обвинений правоохранительных органов, проведённое генеральным инспектором Министерства юстиции Майклом Бромуичем, и второе расследование в отношении ЦРУ, проведённое Комитетом по разведке Палаты представителей.
Постоянные репортажи Уэбба также привели к четвёртому расследованию. В первой статье в журнале «Тёмный альянс», где обсуждалась неспособность правоохранительных органов привлечь к ответственности Бландона и Менесеса, упоминалось несколько случаев. Одним из них был рейд 1986 года на наркоорганизацию Бландона, проведённый Департаментом шерифа округа Лос-Анджелес. В статье утверждалось, что в ходе рейда были получены доказательства связей ЦРУ с контрабандой наркотиков, которые впоследствии были засекречены. Когда в начале октября Уэбб написал ещё одну статью о доказательствах рейда, она привлекла широкое внимание в Лос-Анджелесе. Департамент шерифа Лос-Анджелеса начало собственное расследование обвинений.

### Освещение в СМИ
После объявления о начале федеральных расследований, сделанных Уэббом, другие газеты начали свои расследования, и несколько изданий опубликовали статьи, в которых утверждалось, что информация, заявленная в «Альянсе» была преувеличена.
Первая подробная статья появилась в The Washington Post в начале октября. В своей статье на первой полосе репортёры Роберто Суро и Уолтер Пинкьюс написали, что «имеющаяся информация» не подтверждает заявления Уэбба и что «расцвет крэка» — это «широкомасштабное явление», распространяющееся во многих местах различными субъектами. В статье обсуждались контакты Уэбба с адвокатом Росса и жалобы обвинения на то, как защита Росса использовала расследование Уэбба в своих целях.
В середине октября газета The New York Times опубликовала две статьи о расследовании, написанные репортёром Тимом Голденом. В одной из статей, посвящённой в основном реакции афроамериканского сообщества Лос-Анджелеса на эти материалы, доказательства Уэбба были названы «слабыми». Голден также упомянул о спорах вокруг контактов Уэбба с адвокатом Росса. В другой статье, ссылаясь на интервью с действующими и бывшими сотрудниками разведки и правоохранительных органов, ставилась под сомнение роль наркоторговцев, упомянутых в серии, как в торговле крэком, так и в поддержке борьбы контрас против сандинистского правительства Никарагуа.
Газета Los Angeles Times уделила большое внимание этой истории, опубликовав трёхсерийную статью под названием «Кокаиновый след». Она была написана группой из 17 репортёров и опубликована с 20 по 22 октября 1996 года. Три статьи были непосредственно написаны четырьмя репортёрами: Джесси Кацем, Дойлом Макманусом, Джоном Митчеллом и Сэмом Фулвудом. В первой статье Каца была представлена иная картина происхождения крэка, чем та, что описана в «Тёмном альянсе», ответственность на его попадание в Калифорнию возлагалась на большее количество банд и контрабандистов. Вторая статья Макмануса была самой длинной в серии и касалась роли контрас в наркоторговле и осведомленности ЦРУ об этом. Макманус писал, что пожертвования Бландона и Менесеса организациям контрас были значительно меньше заявленных в серии «миллионов», и утверждал, что нет никаких доказательств того, что ЦРУ пыталось их защищать. Третья статья Митчелла и Фулвуда рассказывала о влиянии крэка на афроамериканцев и о том, как это повлияло на их реакцию на некоторые слухи, возникшие после публикации «Тёмного альянса».
В 2013 году Джесси Кац, бывший репортёр Los Angeles Times, сказал об освещении событий в газете: «Как репортёры Los Angeles Times, мы увидели эту серию в San Jose Mercury News и задумались, насколько она правдива, и как бы рассмотрели её под микроскопом. Мы сделали это так, что большинство из нас, кто участвовал в этом, думаю, оглядываясь назад, сказали бы, что это было перебором. У нас была огромная команда людей в Los Angeles Times, и мы как бы набросились на одного-единственного разоблачителя из Северной Калифорнии». И «мы действительно ничего не сделали, чтобы продвинуть его работу или пролить свет на эту историю, и это было действительно безвкусное занятие... И это разрушило карьеру этого репортёра».

## Сочинения
- Webb, Gary. Dark Alliance: The CIA, the Contras, and the Crack Cocaine Explosion (англ.). — Seven Stories Press[англ.], 1998. — ISBN 1-888363-93-2.
- Webb, Gary. The Killing Game (неопр.) / Webb, Eric. — New York: Seven Stories Press[англ.], 2011. — ISBN 9781609801434.
- Webb Gary. The Mighty Wurlitzer Plays On // Into the Buzzsaw: Leading Journalists Expose the Myth of a Free Press (англ.) / Borjesson, Kristina[англ.]. — Prometheus Books[англ.], 2002. — P. 141—157. — ISBN 1-57392-972-7.